# Grand Prix Cycliste de Québec

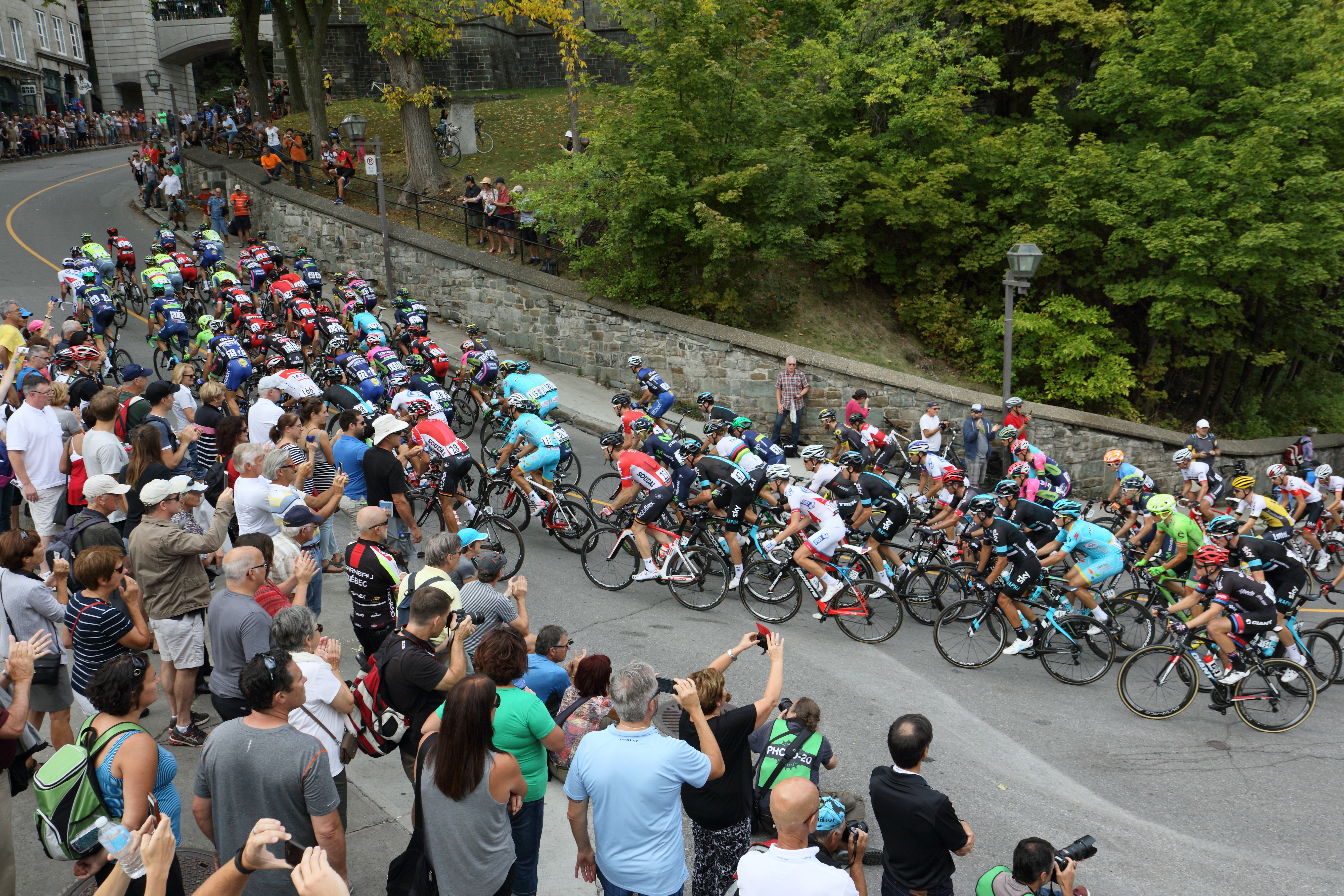
Grand Prix Cycliste de Québec 2016

Grand Prix Cycliste de Québec, är ett cykellopp som årligen avgörs på sensommaren. Tävlingsbanan är baserad runt staden Quebec i Kanada. Tävlingen startade 2010 som en deltävling i UCI ProTour, och körs årligen två dagar före Grand Prix Cycliste de Montréal.

## Podieplaceringar
| År   | Vinnare          | Tvåa                 | Trea                 |          |
| ---- | ---------------- | -------------------- | -------------------- | -------- |
| 2010 | Thomas Voeckler  | Edvald Boasson Hagen | Robert Gesink        |          |
| 2011 | Philippe Gilbert | Robert Gesink        | Rigoberto Urán       |          |
| 2012 | Simon Gerrans    | Greg Van Avermaet    | Rui Costa            |          |
| 2013 | Robert Gesink    | Arthur Vichot        | Greg Van Avermaet    |          |
| 2014 | Simon Gerrans    | Tom Dumoulin         | Ramūnas Navardauskas |          |
| 2015 | Rigoberto Urán   | Michael Matthews     | Alexander Kristoff   |          |
| 2016 | Peter Sagan      | Greg Van Avermaet    | Anthony Roux         |          |
| 2017 | Peter Sagan      | Greg Van Avermaet    | Michael Matthews     |          |
| 2018 | Michael Matthews | Greg Van Avermaet    | Jasper Stuyven       |          |
| 2019 | Michael Matthews | Peter Sagan          | Greg Van Avermaet    |          |
| 2020 | inställt         | inställt             | inställt             | inställt |
| 2021 | inställt         | inställt             | inställt             | inställt |
| 2022 | Benoît Cosnefroy | Michael Matthews     | Biniam Girmay        |          |
| 2023 | Arnaud De Lie    | Corbin Strong        | Michael Matthews     |          |
| 2024 | Michael Matthews | Biniam Girmay        | Rudy Molard          |          |